# Old Buckenham
Old Buckenham is een civil parish in het bestuurlijke gebied Breckland, in het Engelse graafschap Norfolk met 1270 inwoners.